# Marcus Jones
Marcus Edward Jones (Jacksonville, 15 agosto 1973) è un ex artista marziale misto ed ex giocatore di football americano statunitense che ha militato nel ruolo di defensive end nella National Football League (NFL).

## Biografia
Al college, Jones giocò a football a North Carolina dove fu premiato come All-American. Fu scelto come 22º assoluto nel Draft NFL 1996 dai Tampa Bay Buccaneers. Vi giocò per tutte le 85 gare della carriera professionistica, partendo come titolare in 39 di essere, e facendo registrare 24 sack. Fu svincolato nell'ottobre 2002, firmando coi Buffalo Bills, con cui non scese mai in campo a causa di un infortunio al ginocchio, terminando la sua ultima stagione in lista infortunati.

## Palmarès
- All-American - 1995

## Statistiche
| Partite | 85  |
| Tackle  | 124 |
| Sack    | 24  |